# Serrasalmus humeralis
Serrasalmus humeralis är en fiskart som beskrevs av Valenciennes, 1850. Serrasalmus humeralis ingår i släktet Serrasalmus och familjen Characidae. Inga underarter finns listade i Catalogue of Life.